# Casa Andreu Vidal
La Casa Andreu Vidal és una obra eclèctica de Matadepera (Vallès Occidental) protegida com a Bé Cultural d'Interès Local.

## Descripció
Casal de regust modernista. Actualment consta de dues plantes.
La façana principal és d'estructura i composició simètrica amb tres obertures: la porta central i dues finestres de grandària similar, amb targes d'arc trilobulat El parament és de pedra calcària en forma de mosaic. Tant la façana principal com la posterior són coronades per un frontó de traços corbats concèntrics i excèntrics, configurant un ritme ondulant al carener. Decora la façana l'emblema inserit en la part superior del capcer circular, on apareix la data de construcció, 1909. Els marcs de color clar i textura llisa de les obertures presenten un fort contrast amb la resta de la superfície empedrada. Destaca la tanca del jardí també de calcària. La coberta a doble vessant ha conservat les teules vidriades originals amb tons blaus i marrons.
No conserva la distribució interior original.

## Història
És un dels primers exponents del fenomen de l'estiueig a Matadepera, com veiem molt proper en un principi al nucli urbà existent. L'empresari Andreu Vidal encarregà el projecte d'aquesta casa a Bonaventura Bassegoda, per estiuejar-hi a principis del segle xx. L'arquitecte Bonaventura Bassegoda formava part del cercle d'amistats de Pere Aldavert, i es localitzen a Matadepera alguns edificis prou significatius: la casa de mossèn Camps, l'església i el campanar i la mateix cas d'en Pere Aldavert. Si bé la conservació de les façanes, la coberta i la tanca exterior és molt acurada, la distribució interior ha estat totalment reformada pels actuals propietaris, també es modificà l'alçada del sostre interior, aspecte que va permetre l'ampliació de la segona planta.